# Illeszkedési szög

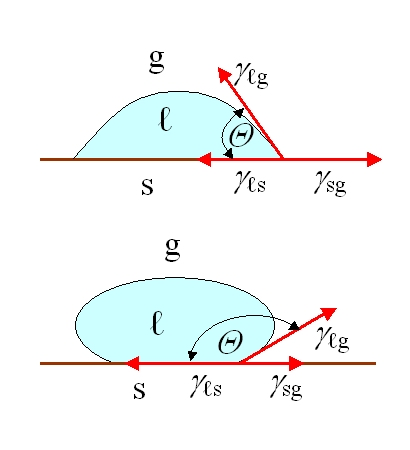
Nedvesítő és kevésbé nedvesítő folyadékcsepp illeszkedési szögei

Az illeszkedési szög (jele {\displaystyle \theta _{C}}) a folyadék és a szilárd felület közötti találkozási szög. Pontosabban fogalmazva, ez a folyadék-gőz határfelület érintője és a szilárd-folyadék határfelület érintője közötti szög a két egyenes metszéspontjánál.
A folyadékok alakját alapvetően mindig az energiaminimumra törekvés határozza meg, olyan alakot vesznek fel, ami az adott körülmények között a lehető legkisebb felületi energiát eredményezi. Ha alacsonyabb energiát jelent a másik közeggel érintkezni, növeli az érintkezési felületet (nedvesíti), míg ellenkező esetben csökkenti, ennek köszönhető a kapillaritás (hajszálcsövesség) jelensége is. A Young-egyenlet (másnéven Laplace második tétele, lásd lejjebb) számszerűsíti azt, hogy a cseppet alkotó folyadék mennyire nedvesíti a felületet, amin szétterül.
Egy szilárd felületből, rajta levő folyadékból és annak gőzéből álló rendszer adott hőmérsékleten és nyomáson jól meghatározható egyensúlyi illeszkedési szöggel rendelkezik. Azonban gyakran megfigyelhető az érintkezési szög hiszterézisének dinamikus jelensége, amely a haladó (maximális) érintkezési szögtől a távolodó (minimális) érintkezési szögig terjed. Az egyensúlyi illeszkedési szög ezen a szögtartományon belül van és ezekből számítható. Az egyensúlyi érintkezési szög a folyadék felületet nedvesítő képességét jellemzi. Ez egy egyensúlyi állapot melyben vezető szerepet játszanak a folyadéknak a felszínével érintkező anyagokra  (például levegő és abban a folyadék gőze) vonatkozó felületi feszültség értékei, a folyadékra ható gravitációs erő és számít a hőmérséklet is.

## Termodinamika

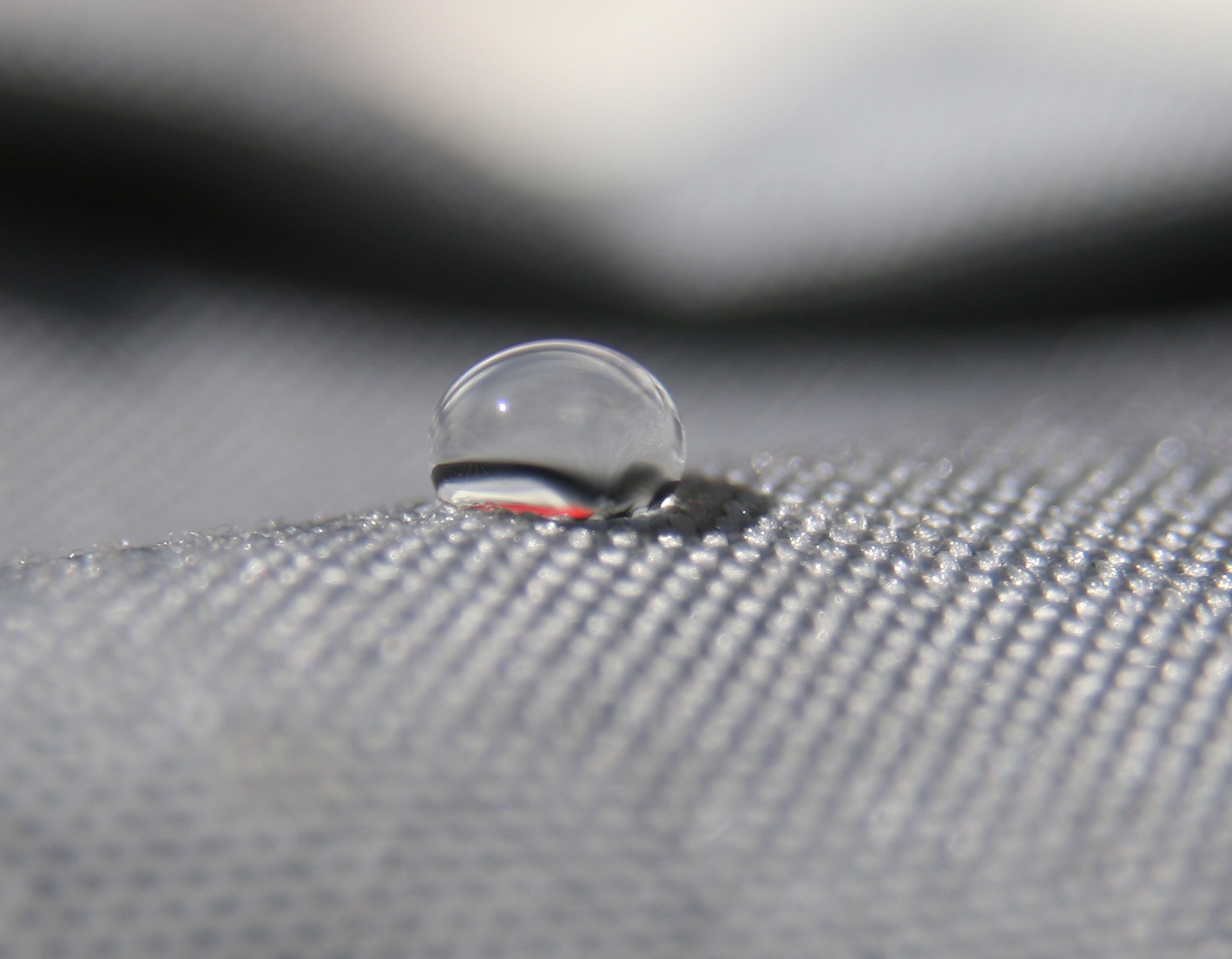
Vízlepergető kezelés után már hidrofób (víztaszító) textilen nagy a víz érintkezési szöge

Az illeszkedési szög elméleti leírása a három fázis közötti termodinamikai egyensúly figyelembevételéből adódik: a folyékony fázis (L), a szilárd fázis (S) és a gáz- vagy gőzfázis (G) amely a folyadék párolgása miatt általában  a gáz légkör (levegő) és a folyadékgőz egyensúlyi keveréke (a "gáznemű" fázis lehet akár egy másik, a csepp anyagával nem keveredő másik folyadék is és a szilárd felület helyén is lehet egy harmadik, a felette levő folyadékokkal nem elegyedő folyadék). Ha a szilárd-gőz felületi energiát {\displaystyle \gamma _{SG}}, a szilárd-folyadék felületi energiát {\displaystyle \gamma _{SL}}, a folyadék-gőz felületi energiát, azaz a felületeti feszültséget {\displaystyle \gamma _{LG}}jelöli, akkor a {\displaystyle \Theta _{C}} egyensúlyi érintkezési szöget ezekből a mennyiségekből a Young-egyenlet határozza meg: {\displaystyle \gamma _{\rm {SG}}-\gamma _{\rm {SL}}-\gamma _{\rm {LG}}\cos \theta _{\rm {C}}=0\,}

A Young-egyenletben szereplő mennyiségeket mutató rajz, kék folyadékcsepp a szürke, szilárd felületen. Az érítőket pontozott vonal jelöli. A három anyag lehet akár egymással nem vegyülő folyadék is (ez esetben a csepp alsó felülete is görbült, de ott is meghatározható a három anyag találkozási pontjába húzott érintőegyenes

Az illeszkedési szög a Young–Dupré egyenlet segítségével is kapcsolatba hozható a adhéziós munkával: {\displaystyle \gamma _{\rm {LG}}(1+\cos \theta _{\rm {C}})=\Delta W_{\rm {SLG}}\,}
ahol {\displaystyle \Delta W_{\rm {SLG}}} a szilárd-folyadék felületegységre eső adhéziós (tapadási) energia a G (gáz+folyadékgőz) közegben.

### Módosított Young-egyenlet
A sík felületeken ülő cseppek illeszkedési szöge és felületi feszültségei közötti kapcsolatról szóló legkorábbi tanulmányt Thomas Young közölte 1805-ben Egy évszázaddal később Gibbs javasolta a Young-egyenlet módosítását, ami már figyelembe vette az érintkezési szög térfogati függőségét. Gibbs feltételezte, hogy létezik egy vonal menti erő a tapadási felületnél, amely a három fázis találkozásának határvonalán (csepp peremén) hat és többletenergiát ad, a következőképpen:
{\displaystyle \cos \theta ={\frac {\gamma _{\rm {SG}}-\gamma _{\rm {SL}}}{\gamma _{\rm {LG}}}}+{\frac {\kappa }{\gamma _{\rm {LG}}}}{\frac {1}{a}}}
ahol κ a feszültségi erő Newtonban és {\displaystyle a} jelöli a csepp sugara méterben (a csepp határvonala egy kör). Bár a mérések igazolják ezt a kapcsolatot a csepp-határvonal sugarának reciproka {\displaystyle 1/a}  és az illeszkedési szög koszinusza között, de az összefüggésből származó értékek nem adnak helyes előjelet a κ-ra és az értékét is több nagyságrenddel túlbecsülik.

### Érintkezési szög kiszámítása, figyelembe véve a határvonalmenti erőt és a görbületi nyomást

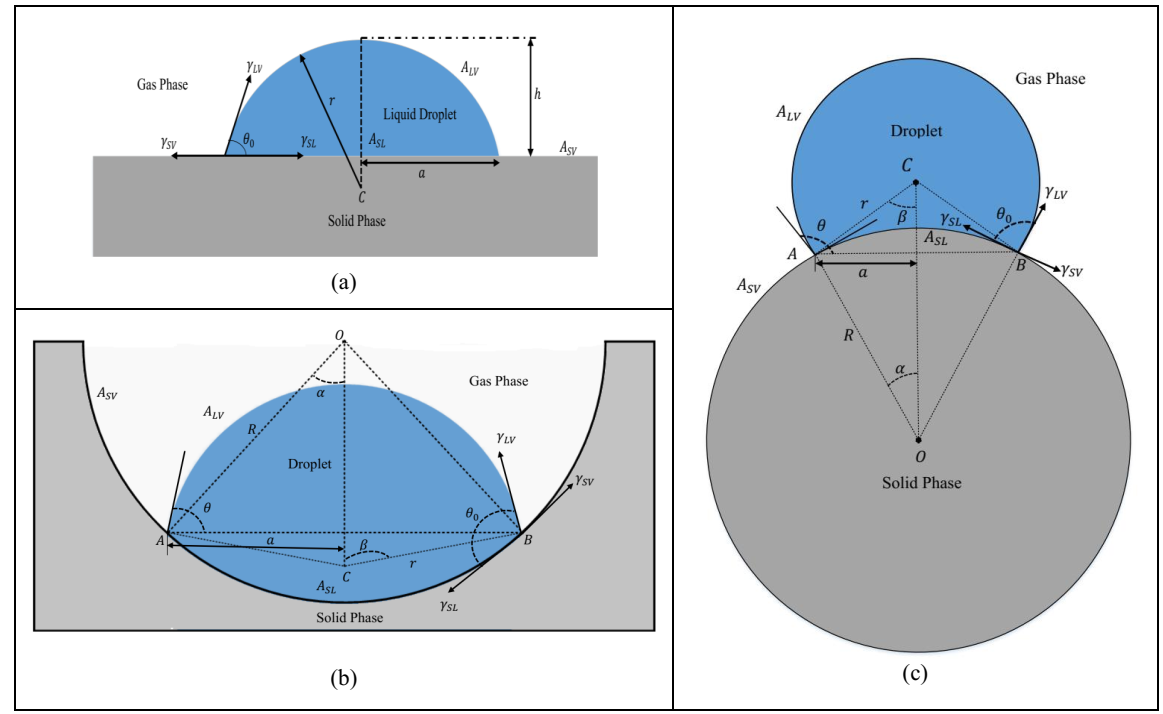
Csepp elhelyezkedése sík (a) homorú (b) és domború (c) felületeken

A mérési technikák, például az atomerő-mikroszkóp, konfokális mikroszkóp és a pásztázó elektronmikroszkóp fejlesztésével a kutatók egyre kisebb méretű cseppeket hoznak létre úgy, hogy róluk felvételt is tudnak készíteni. A cseppméret csökkenésével új kísérleti megfigyelések születtek a nedvesítésről és kiderült, hogy a módosított Young-egyenlet nem érvényes a mikro-nano méteres skálán. Jasper azt javasolta, hogy vegyenek bele egy {\displaystyle V\times dP} tagot a szabadenergia változásába, ez teheti érvényessé ilyen kis léptékekre. Tekintettel arra, hogy a szabadenergia változása egyensúlyi állapotban nulla:
{\displaystyle 0={\frac {dA_{\rm {LG}}}{dA_{\rm {SL}}}}+{\frac {\gamma _{\rm {SL}}-\gamma _{\rm {SG}}}{\gamma _{\rm {LG}}}}-{\frac {\kappa }{\gamma _{\rm {LG}}}}{\frac {dL}{dA_{\rm {SL}}}}-{\frac {V}{\gamma _{\rm {LG}}}}{\frac {dP}{dA_{\rm {SL}}}}}
A nyomásváltozás a szabad folyadék-gőz határon a görbületi nyomás (Laplace-nyomás, Laplace első tétele) a felület egy pontjában így számolható:{\displaystyle p=\gamma \left({\frac {1}{R_{1}}}+{\frac {1}{R_{2}}}\right)}ahol {\displaystyle R_{1}} és {\displaystyle R_{2}} a pontban a felületre illeszthető körvonalak sugarai, az úgynevezett fő görbületi sugarak (a zárójelben szereplő összeget átlagos görbületnek is nevezik)
A fenti, Jasper által javasolt módon kiegészített egyenlet megoldása domború (konvex) és homorú (konkáv) felületekre is az illeszkedési szög koszinuszára következő megoldást adja:{\displaystyle \cos(\theta \mp \alpha )=A+B\,{\frac {\cos \alpha }{a}}\pm C\sin(\theta \mp \alpha )(1+\cos \theta )^{2}{\biggl (}{\frac {\sin \alpha \,(2+\cos \alpha )}{(1+\cos \alpha )^{2}}}\mp {\frac {\sin \theta \,(2+\cos \theta )}{(1+\cos \theta )^{2}}}{\biggr )}}ahol {\displaystyle A={\frac {\gamma _{\rm {SG}}-\gamma _{\rm {SL}}}{\gamma _{\rm {LG}}}},\quad B={\frac {\kappa }{\gamma _{\rm {LG}}}},\quad C={\frac {\gamma }{3\gamma _{\rm {LG}}}}.}Sík felületen {\displaystyle (a=0)} lévő csepp speciális esetére:{\displaystyle \cos \theta ={\frac {\gamma _{\rm {SG}}-\gamma _{\rm {SL}}}{\gamma _{\rm {LG}}}}+{\frac {\kappa }{\gamma _{\rm {LG}}}}{\frac {1}{a}}-{\frac {\gamma }{3\gamma _{\rm {LG}}}}(2+\cos \theta -2\cos ^{2}\theta -\cos ^{3}\theta )}A fenti egyenletben az első két tag a módosított Young-egyenlet, a harmadik tag pedig a görbületi nyomást veszi figyelembe.
Ez az egyenlet már helyesen adja meg a {\displaystyle \kappa } előjelét és nagyságát, azt hogyan laposodik el az érintkezési szög, nagyon kis méretek esetében és az illeszkedési szög hiszterézisét is.

### Az illeszkedési szög hiszterézise
Egy adott hordozó-folyadék-gőz kombináció esetén az illeszkedési a szög egy tartományba esik, nem egyetlen, pontosan meghatározható érték. A maximális érintkezési szöget előrehaladó érintkezési szögnek, a minimális érintkezési szöget pedig távolodó érintkezési szögnek nevezzük. Az előrehaladó és távolodó érintkezési szögeket mozgó cseppeken elvégzett mérésekkel határozzák meg. Ezzel szemben a Young-Laplace egyenlet az egyensúlyi érintkezési szöget statikus (álló) helyzetre adja meg. A statikus mérésekből a csepp fizikai paraméterei (pl. sebesség, szög és cseppméret) és a cseppek előzményei (pl. párolgás a lerakódás időpontja) függvényében adódnak szögértékek, amelyek az előrehaladó és a távolodó érintkezési szög közötti tartományba esnek. Az érintkezési szög hiszterézisét ezzel a különbséggel szokták definiálni: {\displaystyle \theta _{A}-\theta _{R}}, de előfordul, hogy így is: {\displaystyle \cos \theta _{A}-\cos \theta _{R}}. Az egyensúlyi érintkezési szög helyett a statikus, előre haladó vagy távolodó érintkezési szög használható, a helyzettől függően. Az eredő hatás a statikus súrlódáshoz hasonlóan annak a munkának a minimuma, ami a csepp határvonalának egységnyi távolsággal való elmozdításához szükséges.
Az előrehaladó érintkezési szög a folyadék-szilárd anyag kohézió mértékeként írható le, míg a távolodó érintkezési szög a folyadék-szilárd anyag adhéziójának mértéke. Különböző módszerekkel közvetlenül is mérhetők az előrehaladó és a távolodó érintkezési szögek, de ki is számíthatók más nedvesítési mérésekből is, például erő-tenziometriából (más néven Wilhemy-Plate módszer, lásd lejjebb).
Az előrehaladó és távolodó érintkezési szögek közvetlenül ugyanabból a mérésből mérhetők, ha a cseppeket egyenes vonal mentén mozgatjuk egy sík felületen. Egy folyadékcsepp egy adott érintkezési szöget vesz fel, amikor áll. Amikor a felület megdől, a csepp kezdetben deformálódik ugyan, de a csepp  érintkezési felületének nagysága állandó marad. A csepp a lejtés irányába eső, alsó oldalán nagyobb, míg az azzal ellentétes felső oldalon alacsonyabb érintkezési szöget vesz fel. A dőlésszög növekedésével az érintkezési szögek változnak ugyan, de a csepp érintkezési felületének nagysága állandó marad. A tartófelület egy adott értékű megdőlésénél a haladó és a távolodó érintkezési szögek egybeesnek és a csepp megindul. A gyakorlatban, ha a dőlésszög nagy sebességgel változik, ezt a nyíróerők és a lendület is befolyásolhatja. A mérés kivitelezése a gyakorlatban kihívást jelenthet ha a csepp illeszkedési szögének hiszterézise túl nagy (>30°) vagy túl kicsi (<10°).
Ha a térfogatához képes csak kis mennyiségű folyadékot adunk egy csepphez, az érintkezési szög megnő, ha pedig kiveszünk belőle, az érintkezési szög csökken, miközben a csepp érintkezési határvonala továbbra is a helyén marad.
A Young-egyenlet homogén felületet feltételez és nem veszi figyelembe a felületi érdességet, vagy a külső erőket, például a gravitációt. A valódi felületek nem tökéletesen simák, esetleg kémiailag sem homogének, így rajta egy csepp érintkezési szögének emiatt is hiszterézise lesz. A {\displaystyle \theta _{C}} egyensúlyi érintkezési szög kiszámítható a {\displaystyle \theta _{A}} és {\displaystyle \theta _{R}} értékéből, amint azt elméletileg Tadmor kimutatta, és Chibowski kísérletileg megerősítette:{\displaystyle \theta _{\rm {c}}=\arccos \left({\frac {r_{\rm {A}}\cos \theta _{\rm {A}}+r_{\rm {R}}\cos \theta _{\rm {R}}}{r_{\rm {A}}+r_{\rm {R}}}}\right)}ahol{\displaystyle {\begin{aligned}r_{\rm {A}}&={\sqrt[{3}]{\frac {\sin ^{3}\theta _{\rm {A}}}{2-3\cos \theta _{\rm {A}}+\cos ^{3}\theta _{\rm {A}}}}}\\[4pt]r_{\rm {R}}&={\sqrt[{3}]{\frac {\sin ^{3}\theta _{\rm {R}}}{2-3\cos \theta _{\rm {R}}+\cos ^{3}\theta _{\rm {R}}}}}\end{aligned}}}Az érdes, vagy szennyezett felületen is lesz érintkezési szög hiszterézis, de ebben az esetben az egyensúlyi érintkezési szög a felületen helyenként változhat. A Young–Dupré egyenlet szerint ez azt jelenti, hogy a adhéziós energia helyről helyre változik – tehát ahhoz, hogy a folyadék benedvesítse a felületet, le kell győznie a helyi energiagátakat (átjutva a kevésbé nedvesítő részeken). Ezeknek az akadályoknak az egyik következménye az érintkezési szög hiszterézis: a nedvesítés mértéke, és így a megfigyelt érintkezési szög (a csepp teljes határvonalán helyenként mérhető szögek átlaga) attól függ, hogy a folyadék előrehalad-e, vagy visszahúzódik a felületen.
Amikor a folyadék előrehalad a korábban száraz felületen, vagy visszahúzódik a korábban nedves felületről, az illeszkedési szögnek hiszterézise lesz, ha a szilárd, csepp alatti felület változik a folyadékkal való korábbi érintkezése miatt (például kémiai reakció vagy abszorpció következtében). Ha az ilyen változások, elegendően lassúak, mérhető módon időfüggő érintkezési szögeket is eredményezhetnek.

### A felületi érdesség hatása az érintkezési szögekre
A felületi érdesség erősen befolyásolja a felület érintkezési szögét (és nedvesíthetőségét). Az érdesség hatása attól függ, hogy a csepp nedvesíti-e a felületi barázdákat, vagy nem és emiatt maradnak-e levegőzárványok a csepp és a felület között.
Ha a felületet homogénen nedvesítjük, a csepp Wenzel állapotú. Ebben az állapotban a felületi érdesség növelése javítja a felület kémiája által meghatárott nedvesíthetőséget (ami akkor adódna, ha ugyanebből az anyagból de teljesen sík lenne a felület). A Wenzel-korrelációt így írhatjuk fel {\displaystyle \cos \theta _{m}=r\cos \theta _{Y}}ahol {\displaystyle \theta _{m}} a mért érintkezési szög, {\displaystyle \theta _{Y}} a Young érintkezési szög és r az érdességi arány (a tényleges és a sík szilárd felület aránya, az érdes felület az érdességet adó apró völgyek miatt nagyobb felületet képvisel).
Ha a felületet heterogén módon nedvesítjük, a csepp Cassie-Baxter állapotban van. A csepp  elméletileg elérhető, legstabilabb állapota a Young-féle érintkezési szöghöz tartozik, míg a valós, nem tökéletesen sík felületek esetén a Wenzel- és Cassie-Baxter-egyenletekből számított érintkezési szögek lesznek jó közelítéssel a valós felületehez tartozó legstabilabb érintkezési szögek.

### Dinamikus érintkezési szögek
A felületen gyorsan mozgó folyadék esetén az érintkezési szög eltérhet a nyugalmi értéktől. Az előrehaladó érintkezési szög a sebességgel nő, a távolodó érintkezési szög pedig csökken. A statikus és dinamikus érintkezési szögek közötti eltérések szorosan arányosak a{\displaystyle Ca={\frac {\mu V}{\sigma }}}kapillárisszámmal ({\displaystyle \mu } a dinamikus viszkozitás,  {\displaystyle V} a karakterisztikus sebesség és {\displaystyle \sigma } pedig a cseppet alkotó folyadéknak a felületre vonatkozó felületi feszültsége).

## Az érintkezési szög háromdimenzióban
A határfelületi energiák alapján egy felületi csepp vagy két felület közötti folyadékhíd profilja a Young–Laplace egyenlettel írható le. Ez az egyenlet háromdimenziós. Szerepel benne az átlagos görbületi tag, amely magában foglalja az {\displaystyle f(x,y)} cseppalak függvény első és másodrendű deriváltjainak szorzatait: {\displaystyle \kappa _{m}={\frac {1}{2}}{\frac {(1+{f_{x}}^{2})f_{yy}-2f_{x}f_{y}f_{xy}+(1+{f_{y}}^{2})f_{xx}}{(1+{f_{x}}^{2}+{f_{y}}^{2})^{3/2}}}.}Ennek az elliptikus parciális differenciálegyenletnek megoldása, amely a háromdimenziós csepp alakját adja meg (a megfelelő peremfeltételekkel) bonyolult, emiatt  általában inkább egy másik közelítést alkalmaznak az energiaminimalizálási számításokban, amivel sikeresen kiszámolták előre a háromdimenziós, felületen ülő, illetve a függő valódi cseppek alakját.

## Tipikus érintkezési szögek

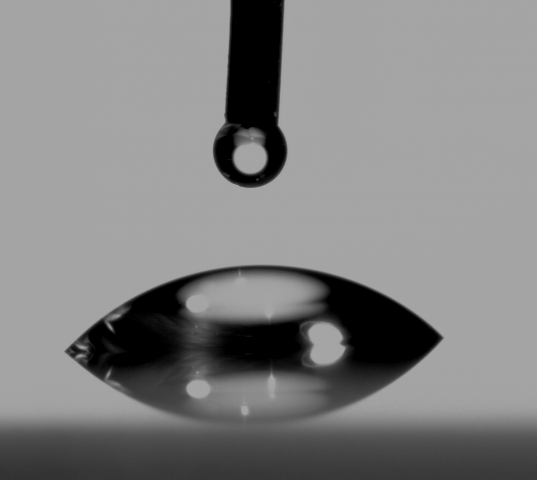
Videós, érintkezési szöget meghatározó eszközzel rögzített kép. Vízcsepp az üvegen, alatta a tükröződésével

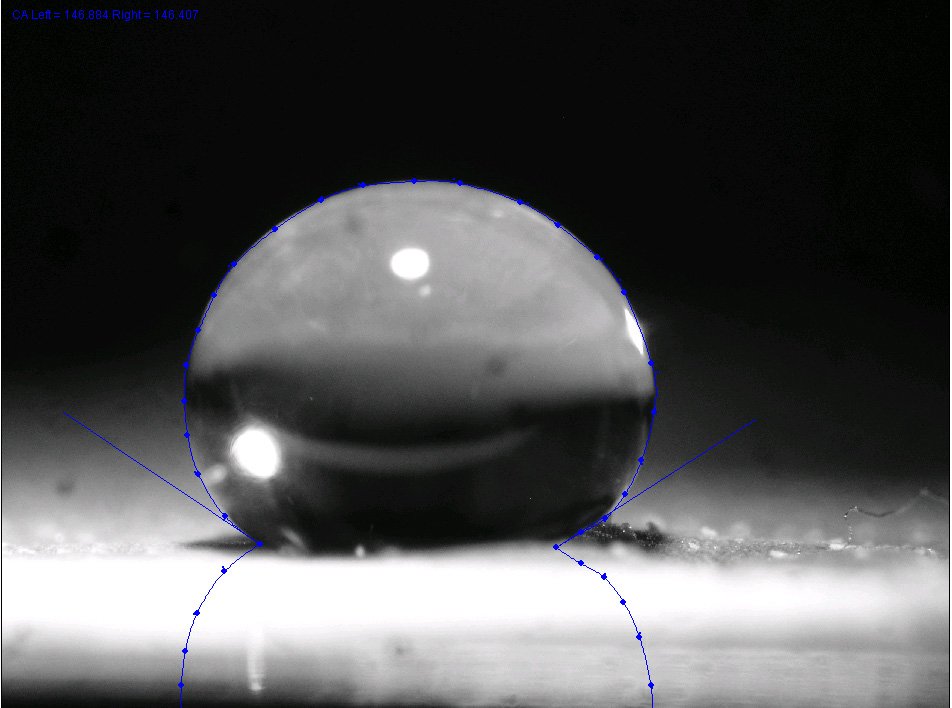
Vízcsepp egy lótuszlevél felületén, körülbelül 147°-os érintkezési szöggel

Az érintkezési szögek rendkívül érzékenyek a szennyeződésekre; néhány foknál pontosabban reprodukálható értékek általában csak laboratóriumi körülmények között, tiszta folyadékokkal és nagyon tiszta szilárd felületekkel érhető el. Ha a folyadék molekulái erősen kapcsolódnak a szilárd felület alkotó molekulákhoz, akkor a folyadékcsepp teljesen szétterül a szilárd felületen, ami 0°-os érintkezési szögnek felel meg. Ez gyakran előfordul a tiszta fémek, vagy kerámia felületeken lévő víz esetében míg a szilárd felületen lévő oxidréteg vagy szennyeződések jelenléte jelentősen megnövelheti az érintkezési szöget. Általában, ha a víz érintkezési szöge kisebb, mint 90°, akkor a szilárd felületet hidrofilnek (víztaszítónak) tekintjük ha pedig ez a szög nagyobb, mint 90°, akkor a szilárd felületet hidrofóbnak (víztatszítónak) tekintjük. Sok polimer felülete hidrofób. Az alacsony felületi energiájú (például fluorozott) anyagokból készült, erősen hidrofób felületeknél a víz illeszkedési szöge elérheti akár 120°-ot is. Egyes, erősen érdes felületű anyagoknak a vízzel való érintkezési szöge még 150°-nál is nagyobb lehet, a folyadékcsepp alatti légzárványok miatt. Ezeket már szuperhidrofób felületeknek nevezzük.

## Az illeszkedési szög szabályozása
A nedvesítési illeszkedési szöget gyakran különböző szerves és szervetlen molekulák felületen létrehozott rétegével szabályozák (állítják be a kívánt értékre). Ezt gyakran speciális szilán vegyületek használatával érik el, amelyek SAM (self-assembled monolayer, önállóan szerveződő egymolakula réteg) bevonatot képezhetnek. Másik szabályozási módot jelent a molekulaszerkezet és az alkalmazott szénhidrogén mennyiségének beállítása és/vagy perfluorozott végződésekkel rendelkező szerves molekulák használata. Ezen speciális szilánok leválasztása gázfázisban valósítható meg, speciális vákuumkemencék, vagy folyadékfázisú eljárás alkalmazásával. Azok a molekulák, amelyek több perfluorozott végződést tudnak a felülethez kötni, csökkenthetik a felületi energiát (növelik a vízzel való érintkezési szöget, hidrofóbbá teszik a felületet).
| A felületi fluor hatása az érintkezési szögre                               | Víz illeszkedési szöge          |
| Bevonat anyaga                                                              | polírozott szilíciumon (fokban) |
| --------------------------------------------------------------------------- | ------------------------------- |
| Henikozil-1,1,2,2-tetrahidrododecil-dimetil-trisz(dimetil-amino-szilán)     | 118,0                           |
| Heptadekafluor-1,1,2,2-tetrahidrodecil-triklórszilán – (FDTS)               | 110,0                           |
| Nonafluor-1,1,2,2-tetrahidrohexil-trisz(dimetil-amino)-szilán               | 110,0                           |
| 3,3,3,4,4,5,5,6,6-nonafluor-hexil-triklór-szilán                            | 108,0                           |
| Tridekafluor-1,1,2,2-tetrahidrooktil-triklórszilán – (FOTS)                 | 108,0                           |
| BIS(tridekafluor-1,1,2,2-tetrahidrooktil)-dimetil-sziloxi-metil-klór-szilán | 107,0                           |
| Dodecil-triklórszilán (DDTS)                                                | 105,0                           |
| Dimetil-diklórszilán – (DDMS)                                               | 103,0                           |
| 10-Undecenil-triklórszilán – (V11)                                          | 100,0                           |
| Pentafluor-fenil-propil-triklór-szilán                                      | 90,0                            |

## Mérési módszerek

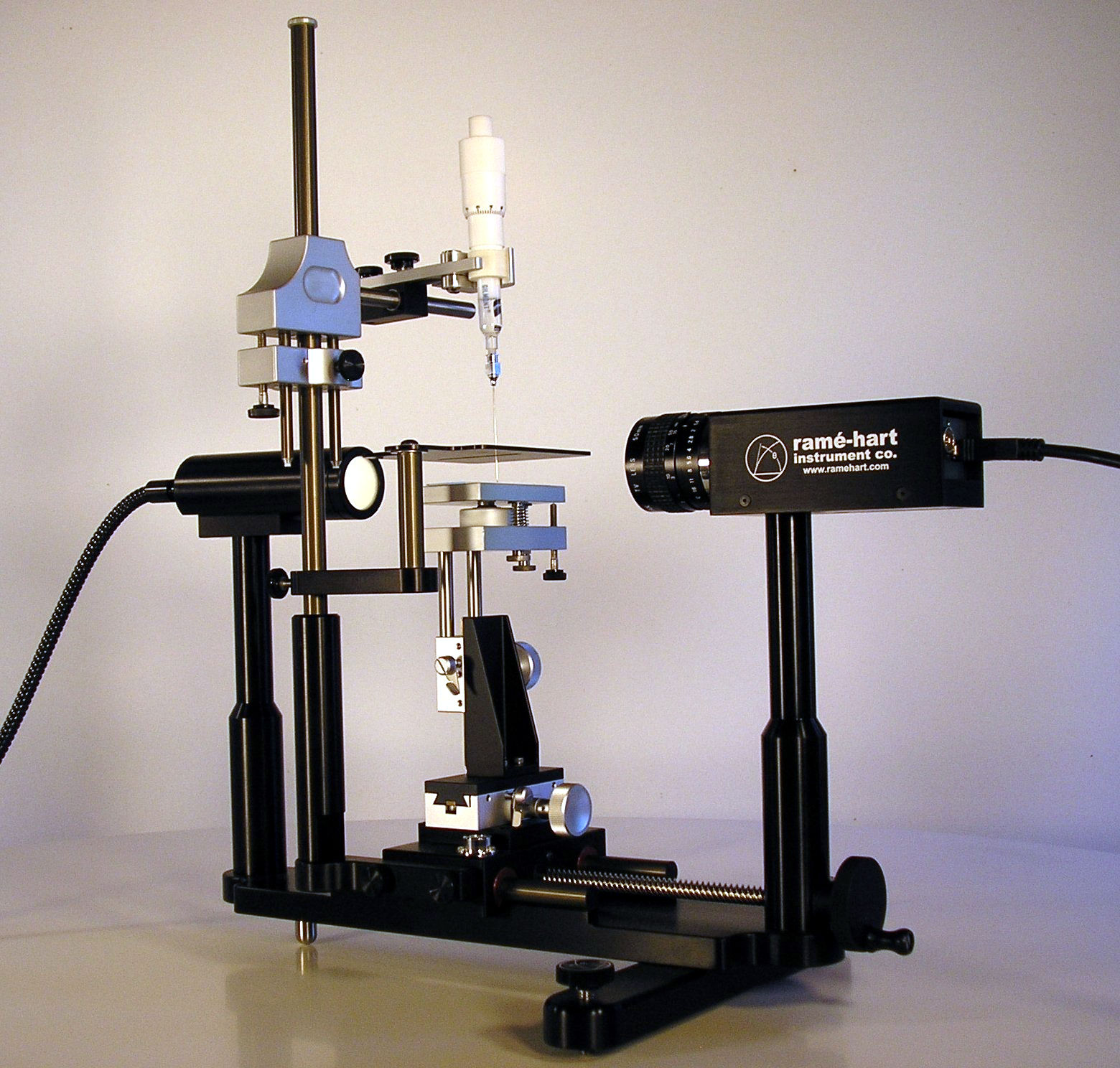
Az érintkezési szög mérésére egy illeeszkedési szög-goniométert használnak

Változó térfogatú (dinamikus) cseppültetéses módszer

### A statikus (nem mozgó) felületen ülő csepp
Az ülő csepp érintkezési szögét egy illeszkedési szöget mérő goniométerrel határozzák meg: egy optikai rendszer segítségével rögzítik a szilárd hordozón lévő folyadék profilját. A régebbi rendszerekben mikroszkópot használtak erre, háttérvilágítással. A modern rendszerek nagy felbontású kamerákat és szoftvereket alkalmaznak az illeszkedési szög rögzítésére és elemzésére. Az így mért szögek gyakran nagyon közel vannak az előrehaladó érintkezési szögekhez, míg az egyensúlyi érintkezési szögek, jól meghatározott rezgések alkalmazásával érhetők el.

### A függő csepp
A függő cseppek illeszkedési szögeinek mérése sokkal nehezebb, mint a ülő cseppeknél mert sokkal instabilabbak és még nehezebbé válik, ha megpróbáljuk megdönteni a felületet, de nemrégiben kifejlesztettek már ilyen berendezést.  Az eszközben több mikrocsepp is lerakodhat a szilárd hordozó megfelelő felszínűre kialakított alsó felületére, amely nagy felbontású CCD kamerával fényképezhető. Az automatizált rendszer lehetővé teszi a hordozó megdöntését és a képek elemzését a haladó és távolodó illeszkedési szögek kiszámításához.

### Változó térfogatú ülő csepp
A dinamikus ülő cseppvizsgálatok általános típusa a lehető legnagyobb érintkezési szöget határozza meg, úgy, hogy folyadékot adnak a csepphez, egészen addig, míg a szilárd-folyadék határfelület területe nőni nem kezd, az ehhez tartozó maximális szög az előrehaladási szög. Amikor pedig a folyadékcseppből addig vesznek el, míg csökkenni nem kezd a hordozót nedvesítő felület, az ilyenkor mérhető minimális illeszkedési szög lesz a távolodási szög. Az előremeneti és a távolodási szög közötti különbség az illeszkedési szög hiszterézise.

### Dinamikus Wilhelmy-módszer

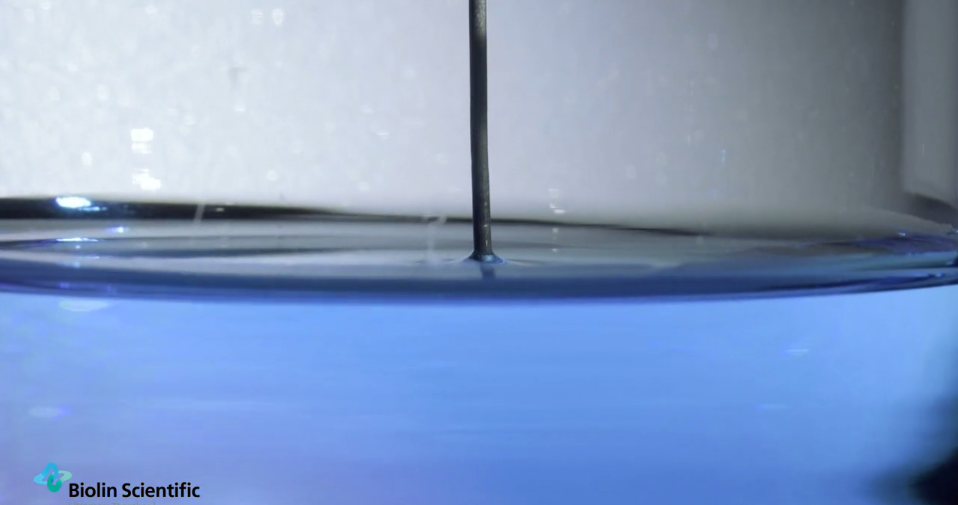
Rúd/szál dinamikus érintkezési szögének mérése erő-tenziométerrel

A dinamikus Wilhelmy-módszer segítségével egyenletes geometriájú szilárd testek átlagos előre- és távolodó érintkezési szögét lehet meghatározni. A szilárd anyag mindkét oldalának azonos tulajdonságokkal rendelkezik, és a rá ható nedvesítő erőt akkor mérjük, amikor ismert felületi feszültségű folyadékba merítjük vagy abból kihúzzuk. Lehetséges az egyensúlyi érintkezési szög meghatározása is,  erősen szabályozott rezgés alkalmazásával. Ez a VIECA-nak nevezett módszer, ez alapján működik a Wilhelmy mérleg.

### Egyszálas Wilhelmy-módszer
A dinamikus Wilhelmy-módszerrel egyedi szálak alkalmazásával a haladó és távolodó érintkezési szögeket lehet mérni.

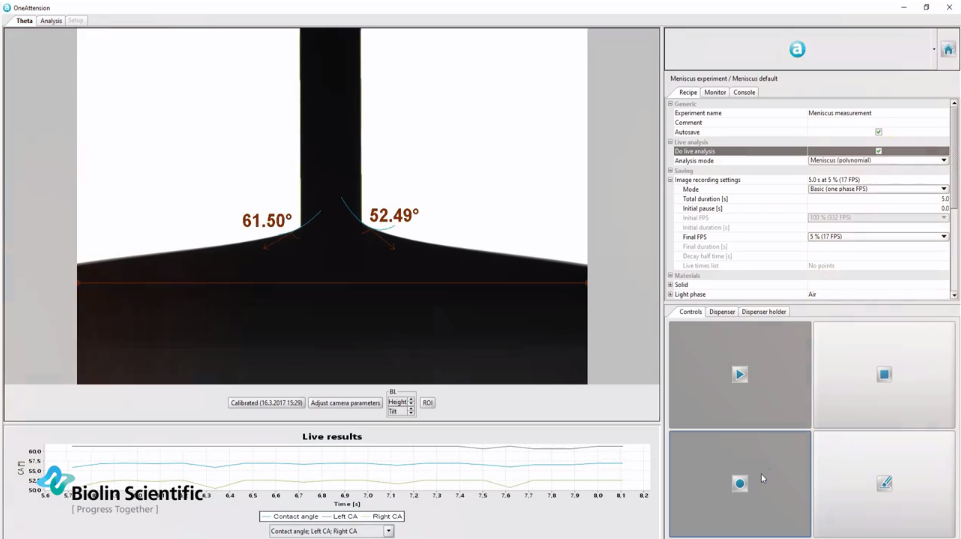
Egyszálas meniszkusz-illeszkedési szög mérését végző program képernyőképe

### Egyszálas meniszkusz módszer
Ez az egyszálas Wilhelmy-módszer optikai változata. A mérleggel történő erőmérés helyett a szálon lévő meniszkusz alakjáról nagy felbontású kamerával készített felvételeket elemeznek. A rendszer automatikusan görbét illeszt a felvételen található meniszkuszra és ez alapján határozzák meg az előrehaladó vagy a távolodó illeszkedési szöget.

## Fordítás
Ez a szócikk részben vagy egészben  a   Contact angle című angol Wikipédia-szócikk ezen változatának fordításán alapul.  Az eredeti cikk szerkesztőit annak laptörténete sorolja fel. Ez a jelzés csupán a megfogalmazás eredetét és a szerzői jogokat jelzi, nem szolgál a cikkben szereplő információk forrásmegjelöléseként.